# Liste der Monuments historiques in Obermodern-Zutzendorf
Die Liste der Monuments historiques in Obermodern-Zutzendorf führt die Monuments historiques in der französischen Gemeinde Obermodern-Zutzendorf auf.

## Liste der Bauwerke
| Bezeichnung                       | Beschreibung                                                            | Standort                           | Kennzeichnung | Schutzstatus | Datum | Bild           |
| --------------------------------- | ----------------------------------------------------------------------- | ---------------------------------- | ------------- | ------------ | ----- | -------------- |
| Protestantische Kirche Obermodern | gotischer Chorturm mit Wandtabernakel, bezeichnet 1473, Schiff von 1842 | Obermodern, rue de la Moder (Lage) | PA00135145    | Inscrit      | 1995  | weitere Bilder |

## Liste der Objekte
| Bezeichnung                | Beschreibung                   | Standort                                          | Kennzeichnung | Schutzstatus | Datum | Bild |
| -------------------------- | ------------------------------ | ------------------------------------------------- | ------------- | ------------ | ----- | ---- |
| Orgel                      | 1857 von Stiehr-Mockers gebaut | Obermodern, in der protestantischen Kirche (Lage) | PM67001065    | Classé       | 1987  |      |
| Instrumentalteil der Orgel | 1857 von Stiehr-Mockers gebaut | Obermodern, in der protestantischen Kirche (Lage) | PM67000207    | Classé       | 1987  |      |